# Pán
Pán è un film muto del 1920 diretto da Pál Fejös. Nella filmografia del regista ungherese, questo figura come il suo terzo film.

## Trama
Gli dei hanno pietà di Pan che si è innamorato di una ninfa e, per risparmiargli altre sofferenze, lo trasformano in pietra. Dal mito ai giorni nostri: due uomini, l'archeologo Fred Morgan e l'avventuriero Harry O'Conell. vorrebbero i favori di Lucy Gordon, la ballerina più famosa d'America. Mentre Morgan sta portando a Lucy un antico vaso etrusco viene attaccato da O'Conell e il vaso si rompe. Ne esce un papiro secondo cui scavando in un certo luogo della Grecia verrà ritrovata una statua contenente il corpo fossilizzato del dio Pan. 
Lo spettacolo di Lucy sta per iniziare ma una delle sculture di scena si rompe e Morgan si offre di prestare la statua greca, nel frattempo scavata e recuperata, per salvare lo spettacolo. il sipario si alza e Lucy Gordon sale sul palco. Pan riconosce in lei il suo amore di una volta, la sua ninfa. La magica somiglianza e la bellissima danza danno vita alla statua di pietra. così dopo millenni Pan si ritrova nel mondo moderno.

## Distribuzione
Uscì nelle sale cinematografiche nel 1920.